# Látka
Látka je jednou ze dvou základních forem hmoty (vedle pole).
Z hlediska složení lze látky nahlížet několika způsoby. Fyzikální makroskopický přístup popisuje látky jako soubor jednotlivých fází, které mohou být různého skupenství a jejichž látkové vlastnosti charakterizují fyzikální veličiny jako hustota, modul pružnosti, viskozita, tepelná vodivost, elektrická vodivost, permitivita, permeabilita, index lomu apod. Moderní fyzika ukázala, že existují i velmi exotické formy látek, vykazující vlastnosti jako supravodivost či supratekutost.
Chemický popis představuje látky jako soubor jednotlivých chemicky jednotných složek. Látky tvořené jedinou složkou se nazývají chemicky čisté látky. Různé chemicky čisté látky mají odlišné chemické vlastnosti a podle složení je lze charakterizovat buď jako chemicky rozložitelné sloučeniny nebo jako nerozložitelné chemické prvky.
Mikroskopický popis pak představuje látky jako soubory různě vázaných stavebních částic. Na nejvyšší hierarchické úrovni jsou to molekuly, atomy a ionty. Tyto částice jsou na nižší úrovni popisované také jako složené. Atomové obaly jsou tvořeny elektrony, atomová jádra protony a neutrony. I protony a neutrony se na ještě nižší úrovni jeví jako vázané trojice kvarků. Fyzika vysokých energií objevila mnoho různých částic, které se běžně nevyskytují, a umožnila nalézt jednotný přístup k popisu jejich složení pomocí elementárních částic – leptonů a kvarků, u kterých již současné možnosti vědeckého poznání neumožňují nalézt vnitřní strukturu. Ke každé takové elementární částici navíc existuje antičástice, které lze nahlížet jako stavební částice exotické látky zvané antihmota. K popisu částic se používají charakteristické veličiny. Některé jsou známy i z makroskopického popisu, jako klidová hmotnost a elektrický náboj, některé jsou typické pouze pro mikrosvět (např. spin, podivnost či půvab).

## Homogenita a izotropie
Rozlišujeme látky homogenní (sourodé, stejnorodé), u kterých se vlastnosti (např. barva, hustota, teplota) v celém objemu tělesa vůbec nemění (nebo – v případě kontinuálního homogenního tělesa, jímž je například sloupec vzduchu od povrchu Země do stratosféry – se mění plynule), a látky heterogenní (různorodé, nestejnorodé) složené z fyzikálních tělísek různých vlastností – například beton je obvykle složen z tělísek kameniva (např. štěrku), zrnek písku a jehlicovitých krystalků vzniklých krystalizací z mokré betonové směsi (malty) při jejím tvrdnutí. Jednotlivé homogenní látky, z nichž se skládá heterogenní směs (soustava) se nazývají fázemi dané soustavy.
Podobným pojmem jsou látky izotropní, což jsou takové látky, které mají v každém směru stejné určité vlastnosti. Látky, které nejsou izotropní, se označují jako anizotropní látky. Běžné sklo je např. opticky izotropní, naopak v islandském vápenci se světlo šíří různě v různých směrech. Podobně anizotropní mohou být látky z hlediska pevnosti, pružnosti a podobných mechanických vlastností (křehkost, štípatelnost), z hlediska termických (tepelná vodivost) a elektrických vlastností (elektrická vodivost, permitivita apod.) Ukazuje to na skutečnost, že ač jsou z makroskopického hlediska homogenní, mají svou vnitřní strukturu.

## Fáze a skupenství
Homogenní látky, tedy látky stejné fáze, mohou existovat ve třech základních skupenstvích – plynném, kapalném a pevném. Je to dáno pevností vnitřní struktury. Tekutiny nemají pevný tvar – přizpůsobí se tvarem tuhým hranicím. Rozdělují se na plyny, které jsou rozpínavé (vyplní libovolný prázdný objem) a dobře stlačitelné, a kapaliny, které při konstantním tlaku zachovávají svůj objem jsou stlačitelné jen velmi omezeně. Pevné látky pak zachovávají nejem objem, ale i svůj tvar. Pevné látky mohou být krystalické (včetně kvazikrystalů) nebo amorfní. Mezi skupenstvími homogenních látek nejsou vždy jasně stanovitelné hranice. Vazké kapaliny se pro rychlé děje mohou jevit jako tuhé látky, naopak některé tuhé látky v dlouhých časových obdobích mění svůj tvar. Podrobnějším popisem takových přechodů se zabývá reologie, která nabízí vlastní klasifikaci látek zobecňující klasifikaci podle skupenství.
V některých případech se látky mohou ve větších měřítcích jevit také jako homogenní, ve skutečnosti se jedná o heterogenních směsi více fází – tzv. nepravé roztoky. Může se jednat o aerosoly – směsi plynu a kapiček kapalin (mlha) či částeček pevných látek (dým), o směsi kapaliny a plynových bublinek (pěna, kapiček jiné nemísitelné kapaliny (emulze) či částeček pevných látek (suspenze), nebo o směsi částeček pevné látky v jiné pevné látce (slitiny v pravém smyslu).

## Složky, chemicky čisté látky
Jednotlivé fáze, i když mohou mít velmi podobné či stejné fyzikální vlastnosti, se však mohou chovat odlišně při styku s jinými látkami, a to při totožných fyzikálních podmínkách. Vstupují do odlišných chemických reakcí, což se může projevit i následnou změnou vlastností fyzikálních. Přírodní vědy nalezly při pátrání po podstatě látek metody k oddělování těchto tzv. složek makroskopicky homogenních látek. Podrobíme-li homogenní látky např. cyklu ohřevu a následného ochlazování spojeného se změnou skupenství či rozpuštění ve vodě a následné krystalizaci, dochází u některých látek k tomu, že první podíly (frakce) získané ochlazením (např. při destilaci) mají jiné chemické složení než frakce získané později. Ukazuje se, že mnohé látky obsahují více složek, jedná se o tzv. homogenní směsi (roztoky) (příkladem může být roztok soli ve vodě – slaná voda). Homogenní směsi mohou být v plynném, kapalném i pevném skupenství (tzv. tuhé roztoky).
Jen některé homogenní látky mají tu vlastnost, že při separačních (dělicích) procesech (při rekrystalizaci, při destilaci, při sublimaci) mají ve všech frakcích stejné chemické složení. Takové látky jsou (chemicky) čistými látkami a jsou tvořeny jedinou složkou. V chemických reakcích však dochází ke vzájemnému přetváření jednotlivých složek na složky jiné, např. slučování dvou chemicky čistých látek v jedinou chemicky čistou látku, nebo naopak rozklad chemicky čisté látky na dvě či více jiných. Cílevědomou snahou chemiků o rozkládání složek byly nalezeny chemicky čisté látky, které již dále nelze chemicky rozložit na látky jednodušší. Ty se nazývají chemické prvky (elementy), ostatní pak chemické sloučeniny, popsatelné jako složené ze dvou či více prvků.
Chemická a fyzikální stejnorodost jsou přitom odlišnými aspekty. Makroskopicky homogenní látka v plynném skupenství tvoří vždy jedinou fázi, a to bez ohledu na to, že je směsí různých složek. Naopak chemicky stejnorodé pevné látky a výjimečně i kapaliny mohou tvořit více oddělených fází, lišících se fyzikálními vlastnostmi, které se na hranici mezi těmito fázemi skokem mění.

## Molekuly, atomy, ionty, subatomární částice
Amedeo Avogadro ukázal, že plyny vstupují do chemických reakcí v objemech, jejichž poměry jsou pro danou reakci konstantní a jsou dány malými celými čísly. Podobně John Dalton ukázal, že poměry hmotností těchto látek jsou také stálé a vyjádřitelné malými celými čísly, v některých případech však odlišných od poměrů objemových. Teoretickým vysvětlením bylo, že prvky jsou v plynném skupenství tvořeny jednotnými částicemi, tzv. molekulami, nesoucími chemický charakter látky (jak vstupují do reakcí). Jednotlivé molekuly pak jsou tvořeny jedním nebo více atomy, tedy chemicky již nedělitelnými částicemi s danou hmotností. Chemický prvek libovolného skupenství je tak tvořen různě vázanými atomy jediného druhu.
Látky v plynném skupenství jsou zejména při nízkém tlaku velmi rozvolněné – jsou tvořeny relativně volnými molekulami. Kapalné látky mají molekuly slabě vázané. U pevných látek může být struktura tvořena také molekulami (jód), ale zpravidla je charakter stavebních částic atomový či subatomový. U mnohých látek je charakter přechodný, často např. u tzv. makromolekulárních látek, jejichž molekuly jsou tvořené i mnoha tisíci atomů.
Již klasická fyzika ukázala, že z atomů lze fyzikálními metodami vydělit záporně elektricky nabité částice (elektrony). Atomy ochuzené či obohacené o některé elektrony pak nesou kladný či záporný elektrický náboj a přitom se také, podobně jako neutrální atomy či molekuly, mohou účastnit chemických reakcí – hovoříme o iontech. Pevné látky jsou zpravidla tvořené vázanými atomy či ionty. Z elektricky nabitých částic, tedy iontů či elektronů je tvořeno tzv. čtvrté skupenství látky – plazma. Kvantová fyzika a fyzika nízkých teplot objevily i další stavy látek, někdy označované jako nová skupenství, např. supratekuté či Boseho-Einsteinův kondenzát.
Z hlediska poznatků moderní fyziky je navíc látka tvořená atomy (molekulami, ionty) jen jednou z forem hmoty. Ukázalo se, že atomy je nutno považovat za částice složené z atomových jader a elektronů, jádra zase tvořená tzv. nukleony (proton a neutron). Bylo objeveno mnoho dalších subatomárních částic, které atomy netvoří a přesto je nutno je zahrnout pod současný pojem látky. Současná fyzika vysokých energií je schopna experimentálně prokázat, že známé formy látky lze považovat za různě vázané stavy 12 elementárních částic hmoty – 6 kvarků, 3 nabité leptony (elektron, mion a tauon) a 3 druhy neutrin – a jim odpovídajících 12 elementárnních částic antihmoty.
Existují také formy hmoty, které nelze označit jako látku, i když mohou mít v určitých případech velmi podobné projevy. Jedná se o projevy fyzikálních silových polí a částic, které tato pole zprostředkují.

## Skupenství látky dle současných poznatků
Od nejkondenzovanějšího k nejrozvolněnějšímu rozeznáváme:
- Boseho-Einsteinův kondenzát (BEC) – tvořen částicemi s celočíselným spinem, zaujímajícími stejný kvantový stav
- základní látka nitra neutronových hvězd (tzv. neutronový degenerovaný plyn) či ještě kondenzovanější látka nitra hypotetických kvarkových hvězd (tzv. kvarková degenerovaná hmota), vzniklé díky silné gravitaci kolapsem atomární látky – tvořené těsně uspořádanými neutrony (připomíná látku atomového jádra) či kvarky (připomíná „látku“ neutronu)
- pevné, tvořené:
  - ionty vázanými elektrostatickými silami, tzv. iontovou vazbou
  - atomy vázanými tzv. kovalentní vazbou či koordinační vazbou, vysvětlitelnými jako kvantový jev, při kterém vázané atomy sdílejí jeden nebo více párů valenčních elektronů
  - atomy vázanými tzv. kovovou vazbou, při které kationty atomů v těsném pravidelném uspořádání sdílejí společně relativně volné valenční elektrony – tzv. elektronový plyn.
  - molekulami vázanými vodíkovou vazbou, Van der Waalsovými silami či jinými slabými molekulovými interakcemi
- kapalné – tvořené molekulami vázanými slabými interakcemi
- plynné – tvořené volnými molekulami
- plazma – tvořené relativně volnými ionty a elektrony
- kvark-gluonové plazma[5] (řidčeji též „kvarková polévka“ nebo zkráceně „kvagma“), ve kterém lze za rozvolněné považovat i stavební částice jader – protony a neutrony.

Některé publikace označují jako zvláštní skupenství i takové kondenzované stavy látky, v nichž se projevují kvantové kolektivní vlastnosti částic (fermiony látky se sdružují do tzv. Cooperových párů – bosonů) odlišnými makroskopickými charakteristikami:
- suprapevné[6][7] (specifický stav pevného, průkazy jsou dosud nepřesvědčivé[8])
- supratekuté (specifický stav kapalného)
- fermionový kondenzát[9][10] (BEC tvořený Cooperovými páry fermionů)